# Eurymerodesmus compressus
Eurymerodesmus compressus är en mångfotingart som beskrevs av Ottis Robert Causey 1952. Eurymerodesmus compressus ingår i släktet Eurymerodesmus och familjen Eurymerodesmidae. Inga underarter finns listade i Catalogue of Life.